# Свистун рудочеревий
Свистун рудочеревий (Pachycephala rufiventris) — вид горобцеподібних птахів родини свистунових (Pachycephalidae). Мешкає в Австралії і на Новій Каледонії.

## Опис
Рудочереві свистуни мають великі голови, короткі дзьоби і відносно довгі, вузькі хвости, виїмчасті на кінці. Виду притаманний статевий диморфізм. Середня довжина рудочеревих свистунів становить 16-18 см при середній вазі в 25 г.
Забарвлення самиць здебільшого тьмяно-коричневе або сіре, нижня частина тіла у них поцяткована темними смужками. Самці переважно темно-сірі з білим горлом, чорним "комірцем" на грудях, чорними смугами від дзьоба через очі до "комірця" і рудуватим черевом.
Спів рудочеревих свистунів мелодійний, являє собою довгі серії звуків і посвистів.

## Систематика
Рудочеревий свистун був описаний в 1801 році англійським натуралістом Джоном Летемом. Вид відносили до родів Дрізд (Turdus), Гонолек (Laniarus) і Сорокопуд (Lanius), перш ніж його було віднесено до роду Свистун (Pachycephala).

## Підвиди
Виділяють п'ять підвидів:
- P. r. minor Zietz, FR, 1914 — острови Мелвілл і Батерст;
- P. r. falcata Gould, 1843 — північ Австралії;
- P. r. pallida Ramsay, EP, 1878 — північний схід Австралії;
- P. r. rufiventris (Latham, 1801) — захід, центр, південь і схід Австралії;
- P. r. xanthetraea (Forster, JR, 1844) — Нова Каледонія.

Чорноголові, вохристі і обіранські свистуни раніше вважалися підвидами рудочеревого свистуна, однак були визнані окремими видами.

## Поширення і екологія
Рудочереві свистуни живуть в лісах, рідколіссях і чагарникових заростях, а також в садах і на плантаціях. Навесні птахи мігрують на південь Австралії, а восени — на північ. Новокаледонські свистуни не мігрують, мешкають у відкритих лісових масивах і саванах.

## Раціон
Рудочереві свистуни харчуються переважно комахами, доповнюють свій раціон насінням, плодами, іноді ягодами і зеленими частинами рослин. Вони ніколи не шукають здобич на землі, що незвично для свистунів.

## Розмноження
Сезон розмноження триває з липня по лютий. Рудочереві свистуни моногамні, і самці, і самиці насиджують яйця і піклуються про пташенят. Лише самиця будує гніздо, яке має чашоподібну форму і робиться з гілочок, лоз, трави і прикріплюється до гілки на дереві за допомогою павутиння. Інкубаційний період триває 13 днів.